# 태양권 계면

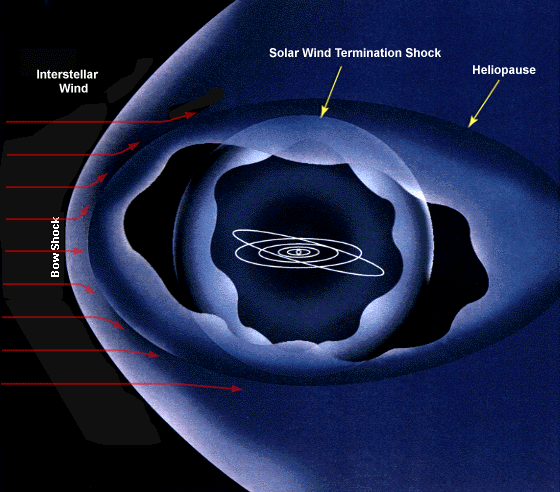
태양권 계면은 태양권과 태양계 바깥의 성간매질의 경계면이다. 태양풍이 태양권 계면에 접근함에 따라, 갑작스럽게 느려지며, 충격파를 형성한다.

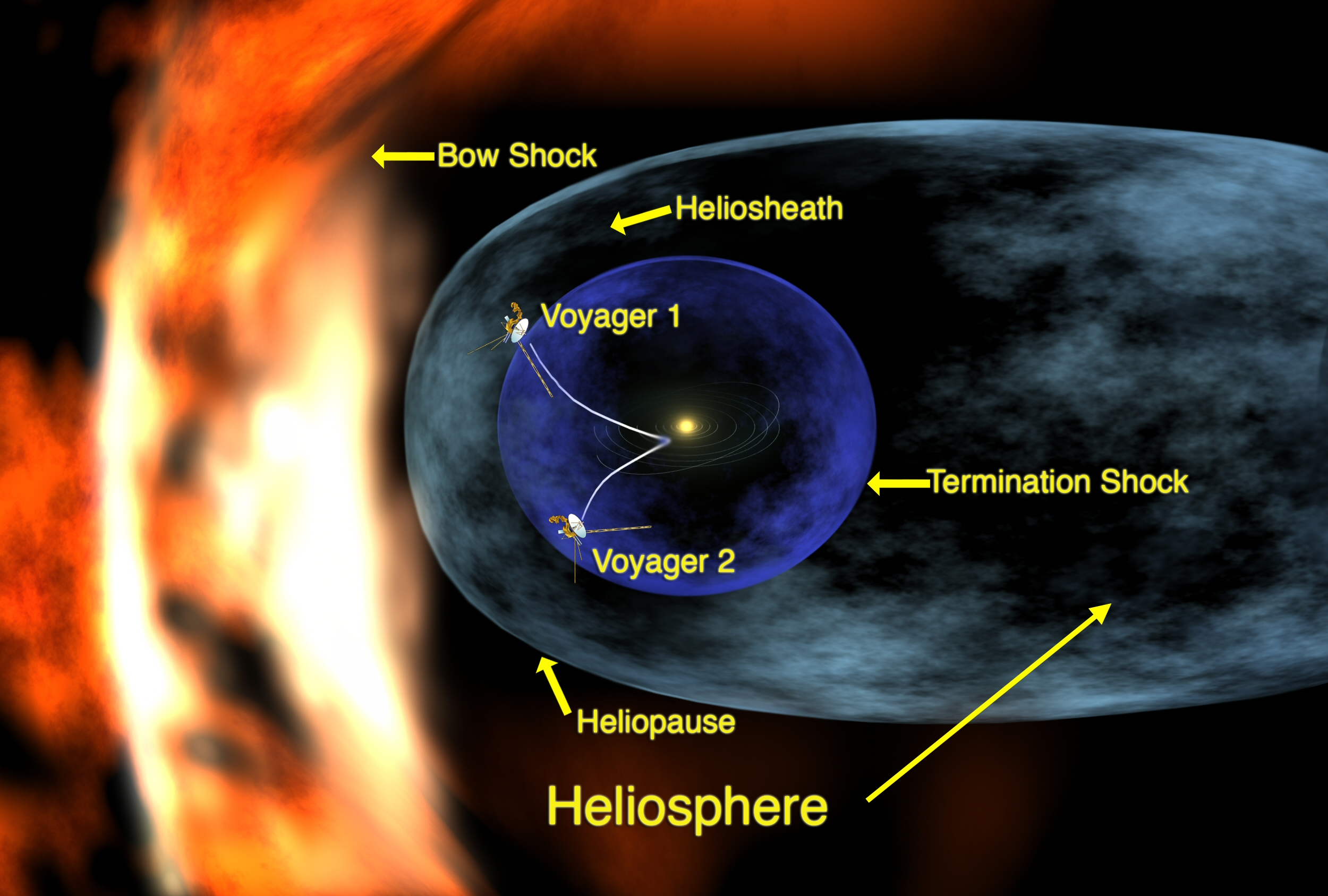
헬리오시스 내의 보이저 1호

태양권 계면(영어: Heliopause)은 천문학에서 태양의 태양풍을 성간 매질이 멈추게 하는 경계면을 나타낸다. 태양권계면의 거리는 태양으로부터 약 121 AU다. 태양풍의 현재 속도 및 현재 위치의 성간 매질의 농도에 영향을 많이 받는다. 현재 보이저 1호와 보이저 2호는 말단 충격, 헬리오시스, 태양권 계면으로 이어지는 임무를 하고 있다.
태양풍은 성간 매질(은하를 채우고 있는 농도 낮은 수소 및 헬륨 가스)내에서 태양권으로 알려진 이른바 "기포"를 형성한다.이 "기포"의 외부 경계는 태양풍이 더 이상 항성 간 매질을 뒤로 밀쳐낼 만큼 강한 힘을 발휘하지 않는다. 이 경계면을 태양권 계면이라고 하며, 태양계의 외부 경계로 인식된다. 태양풍의 입자가 성간 매질에 충돌할 때, 느려지면서 에너지를 방출한다. 많은 입자가 태양권 계면 내부 및 주위에 쌓이며, 이 입자들의 감속은 에너지를 방출해서 충격파를 형성한다. 태양권 계면의 다른 정의는 자기권계면이다. 이는 태양계의 자기권이 은하의 플라스마 전류와 만나는 지점을 의미한다.
태양권 계면 내부에는 말단 충격이라고 불리는 경계면이 존재한다. 이곳에서는 초음속이던 태양풍이 성간 매질에 의해 아음속으로 느려지는 경계이다. 태양권 계면과 말단충격 사이의 영역을 헬리오시스라고 한다.
태양권 계면 외부에서는, 태양권 계면과 성간 매질의 상호작용에 의해 격렬한 활모양 충격파가 형성되며, 이 충격파는 태양이 성간 매질 속에서 나아가는 방향으로 생긴다.

## 같이 보기
- 보이저 1호
- 보이저 계획
- 자기권계면
- 자기권